# Lewis R. Foster
Lewis Ranson Foster (Brookfield, 5 agosto 1898 – Tehachapi, 10 giugno 1974) è stato un regista e sceneggiatore statunitense.
Nel 1940 vinse l'Oscar al miglior soggetto per il film Mr. Smith va a Washington, diretto da Frank Capra.

## Filmografia parziale

### Regista
- Agli ordini di sua altezza (Double Whoopee) (1929)
- Concerto di violoncello (Berth Marks) (1929)
- La capra Penelope (Angora love) (1929)
- L'uomo che gridava al lupo (The man who cried wolf) (1937)
- El Paso (1949)
- La donna ombra (The Lucky Stiff) (1949)
- La traccia del serpente (Manhandled) (1949)
- Capitan Cina (Captain China) (1950)
- El gringo (Passage West) (1951)
- Il tesoro del fiume sacro (Crosswinds) (1951)
- Teste rosse (Those Redheads from Seattle) (1953)
- Il giustiziere dei tropici (Tropic Zone) (1953)
- La soglia dell'inferno (The Bold and the Brave) (1956)
- The Adventures of Jim Bowie (1956-1957; TV - 21 episodi)
- The Wonderful World of Disney (1957-1960; 8 ep.)

### Sceneggiatore
- Blueboy, un cavallo per un quadro (Wrong Again), regia di Leo McCarey (1929)
- Due nella folla (Two in a Crowd), regia di Alfred E. Green (1936)
- Tom Sawyer, Detective, regia di Louis King (1938)
- Mr. Smith va a Washington (Mr. Smith Goes to Washington), regia di Frank Capra - soggetto (1939)
- Molta brigata vita beata (The More the Merrier), regia di George Stevens - sceneggiatura (1943)
- California (Can't Help Singing), regia di Frank Ryan - sceneggiatura (1944)
- Tutti pazzi (It's in the Bag!), regia di Richard Wallace - sceneggiatura (1945)
- I sanguinari (Crashout), regia di Lewis R. Foster (1955)